# Optimaliseringsprobleem
In de theorie van de wiskundige optimalisatie is een optimaliseringsprobleem het probleem van het vinden van de beste oplossing uit alle haalbare oplossingen. Optimaliseringsproblemen kunnen worden onderverdeeld in twee categorieën naargelang de variabelen continu of discreet zijn. Een optimaliseringsprobleem met discrete variabelen staat bekend als een combinatorisch optimaliseringsprobleem. In een combinatorisch optimaliseringsprobleem zijn wij op zoek naar een object, zoals een geheel getal, permutatie of grafiek uit een eindige of eventueel aftelbaar oneindige verzameling.

## Continu optimaliseringsprobleem
De standaardvorm van een continu optimaliseringsprobleem is
{\displaystyle {\begin{aligned}&{\text{minimaliseer}}&&f(x)\\&{\text{voor}}&&x\\&{\text{m.b.t.}}&&g_{i}(x)\leq 0,\quad i=1,\dots ,m\\&&&h_{i}(x)=0,\quad i=1,\dots ,p\end{aligned}}}
waarin
- {\displaystyle f(x):\mathbb {R} ^{n}\to \mathbb {R} } de doelfunctie is, die over de variabele {\displaystyle x} moet worden geminimaliseerd
- {\displaystyle g_{i}(x)\leq 0}, ongelijkheidsrestricties zijn en
- {\displaystyle h_{i}(x)=0}, gelijkheidsrestricties.

Volgens afspraak definieert de standaardvorm een minimalisatieprobleem. Een maximalisatieprobleem kan worden behandeld door van de doelfunctie het tegengestelde te nemen. 